# 164 v.Chr.
164 v.Chr. is een jaartal volgens de christelijke jaartelling.

## Gebeurtenissen

### Italië
- In Rome wordt Lucius Aemilius Paulus Macedonicus gekozen tot censor van het Imperium Romanum.
- Het Griekse eiland Delos wordt een vrijhaven, Rodos sluit een alliantie met de Romeinen.
- Cato de Oudere overtuigt de Senaat, om Ptolemaeus VI Philometor te steunen in het herstel van het koningschap in Egypte.

### Perzië
- Het Seleucidenrijk wordt verscheurd door interne twisten, Antiochus IV Epiphanes sterft aan een ziekte op de terugreis naar Antiochië.
- De 9-jarige Antiochus V Eupator (164 - 162 v.Chr.) volgt zijn vader Antiochus IV op als koning van de Seleuciden.

### Midden-Oosten
- 28 september - De verschijning van de komeet Halley wordt vastgelegd in de Babylonische astronomische dagboeken.
- 14 december - Judas de Makkabeeër verslaat een Grieks-Syrisch leger in de slag bij Beth Zur, de Joodse opstandelingen heroveren Jeruzalem.
- Herinwijding van de Joodse Tempel, deze gebeurtenis wordt nog jaarlijks door de Joden over de hele wereld herdacht (Chanoeka).
- Ptolemaeus VI wordt in Alexandrië door zijn jongere broer Ptolemaeus VIII Euergetes II van de troon gestoten en vlucht naar Rome.

## Geboren
- Antiochus VII Euergetes Sidetes (~164 v.Chr. - ~129 v.Chr.), koning van het Seleucidenrijk
- Cleopatra Thea (~164 v.Chr. - ~121 v.Chr.), koningin van het Seleucidenrijk
- Gaius Papirius Carbo (~164 v.Chr. - ~119 v.Chr.), Romeins redenaar en staatsman
- Lucius Caecilius Metellus Dalmaticus (~164 v.Chr. - ~98 v.Chr.), Romeins consul en pontifex maximus

## Overleden
- Antiochus IV Epiphanes (~215 v.Chr. - ~164 v.Chr.), koning van het Seleucidenrijk (Syrië) (51)